# Pandora dipterigena
Pandora dipterigena är en svampart som först beskrevs av Roland Thaxter, och fick sitt nu gällande namn av Humber 1989. Pandora dipterigena ingår i släktet Pandora och familjen Entomophthoraceae.   Inga underarter finns listade i Catalogue of Life.